# Słupie (gmina Bakałarzewo)
Słupie – wieś w Polsce położona w województwie podlaskim, w powiecie suwalskim, w gminie Bakałarzewo.
| SIMC    | Nazwa   | Rodzaj    |
| ------- | ------- | --------- |
| 1013000 | Zarzeka | część wsi |

Miejscowość została tu przeniesiona znad Wigier na przełomie XIX i XX wieku. Nazwa pochodzi prawdopodobnie od pochylonego słupa, który pierwotnie znajdował się w Słupiu nad Wigrami.
W 1921 roku w Słupiu pod Bakałarzewem było 25 domów i dwa inne budynki mieszkalne oraz 174 osoby. W okresie międzywojennym funkcjonował tu oddział Związku Strzeleckiego. Podczas II wojny światowej we wsi działali partyzanci Armii Krajowej pod dowództwem kpr. Józefa Chrulskiego ps. Wujek i chyba Maks. II wojna światowa przyniosła tu zniszczenia 50% zabudowy.

W latach 1975–1998 miejscowość położona była w województwie suwalskim.